# Internet chess server
Internet Chess Server (ICS) è stato il primo server di scacchi che permetteva ad utenti remoti di giocare a scacchi, dialogare e visualizzare partite sulla scacchiera per mezzo di Internet. Il server permetteva di connettere i giocatori attraverso una varietà di client di scacchi grafici situati sul computer di ciascun utente. Il protocollo di rete utilizzato era derivato da telnet. Venne rinominato Internet Chess Club quando i creatori del progetto decisero di farne un sito a pagamento.

## Storia
L'Internet Chess Server fu creato negli ultimi anni ottanta da un gruppo di volontari. Inizialmente, contenendo numerosi bug e soffrendo problemi di lag, veniva usato solo da una ristretta cerchia di fan. In seguito venne migliorato, guadagnando caratteristiche di notevole importanza per gli utenti come il supporto di client grafici e l'Elo, un complesso metodo statistico che permette di valutare numericamente in modo piuttosto preciso la forza di gioco di ogni singolo scacchista.
Il 15 gennaio 1992 uscì la prima versione ufficiale e Daniel Sleator assunse la direzione del progetto ICS.
Nel 1995 fu creato l'Internet Chess Club (ICC). Poiché l'ingresso al club di utenti era ristretto al versamento di una somma di denaro, nacque un progetto parallelo europeo, Free Internet Chess Server (FICS), il cui accesso venne reso invece completamente libero.

## Accesso e uso
Il protocollo ICS non era altro che una variante di telnet, in teoria, dunque, sarebbe bastato un client telnet per poterlo usare, anche se l'uso sarebbe stato piuttosto ostico, in realtà esistevano numerosi client sia testuali, sia grafici, che permettavano di giocare agevolmente a scacchi in rete sfruttando l'ICS.